# Per Tofte
Per Tofte (* 24. Januar 1935 in Sør-Fron) ist ein norwegischer Schauspieler.

## Leben
Tofte absolvierte ein Studium in Philosophie mit Französisch im Hauptfach. Später absolvierte er eine Schauspielausbildung an der Trøndelag Teaters Elevskole und debütierte 1962 während dieser Studienzeit als Student am Trøndelag Teater in Trondheim. Anschließend war er von 1965 bis 1967 an diesem Theater als Schauspieler beschäftigt. Danach hatte er noch weitere Engagements an verschiedenen Theatern wie unterem in Stavanger und in Oslo am Nationaltheatret, Oslo Nye Teater, Det Norske Teatret sowie am Riksteatret. 
Bei seinen Auftritten am Theater hatte er als Charakterdarsteller ein breites Repertoire und wirkte an vielen Bühnenstücken an verschiedenen Häusern in meist wichtigen Rollen mit. Er war einer der Initiatoren des alljährlichen Peer-Gynt-Festival (Peer Gynt-stemnet), ein zehn Tage langwährenden norwegisches Theater- und Kulturfestival in Gålåvatnet. Der Höhepunkt des Festivals ist eine jährliche Freiluft-Aufführung von Henrik Ibsens Drama Peer Gynt in der Tofte von 1989 bis 1995 immer die Hauptrolle spielte. Diese Aufführung ging als Tournee in Norwegen und auch in Frankreich mit Per Tofte als Hauptdarsteller. 
Von 2000 bis 2001 hatte Tofte eine eigene Kabarett-Show unter dem Titel: Peer, du lyver (Peer, du Lügner) die im norwegischen Fernsehen NRK gesendet wurde. 
Tofte war er ebenso an über 100 Aufführungen im Théâtre Marigny in Paris beteiligt. Wichtige Rollen und Auftritte am Theater hatte er in Aufführungen zu Die Kameliendame, als Gerichtsvollzieher Stockmann in Ein Volksfeind, Alter Ekdal in Die Wildente von Ibsen, als Louis XIII. in Die drei Musketiere, den Vater in Ballerina, bei Anton Pawlowitsch Tschechow in Tschechow-Tschechowa, den Orlando in Wie es euch gefällt. 
Tofte spielte auch in einer Reihe von norwegischen Filmen und Fernsehproduktionen seit den späten 1960er Jahren mit. Hauptrollen hatte er unter anderen in Himmel og helvete, Lukket avdeling und in den Spielfilm 3 und ebenso in den neueren Filmen God natt da, elskede, 2008 sowie in Jag etter vind, 2013. Ebenso hatte er mehrere Auftritte in norwegischen Seifenoper Hotel Cæsar und wirkte er auch in zwei Filmen der norwegischen Olsenbande mit.

## Filmografie
- 1968: Det Lykkelige valg
- 1969: Huset på grensen
- 1970: Himmel og helvete (Døden i gatene)
- 1970: Love Is War
- 1970: Operasjon V for vanvidd
- 1971: 3 (Tre Norway)
- 1972: Ruf der Wildnis (The Call of the Wild)
- 1972: Lukket avdeling
- 1972: Marikens bryllup
- 1974: Bobbys Krieg (Bobbys krig)
- 1975: Min Marion
- 1974: Die Uhr läuft ab (Ransom)
- 1976: Olsenbanden for full musikk
- 1978: Formynderne
- 1980: Mareritt ved midtsommer
- 1982: For Tors skyld
- 1984: Men Olsenbanden var ikke død
- 1985: Hölle ohne Wiederkehr (Gulag)
- 1987: Turnaround
- 2003: Hotel Cæsar
- 2005: SOS – Petter ohne Netz (Venner for livet)
- 2008: Borettslaget
- 2009: God natt, elskede
- 2009: Bestevenner
- 2013: Jag etter vind